# خطبة باراك أوباما في جامعة القاهرة 2009

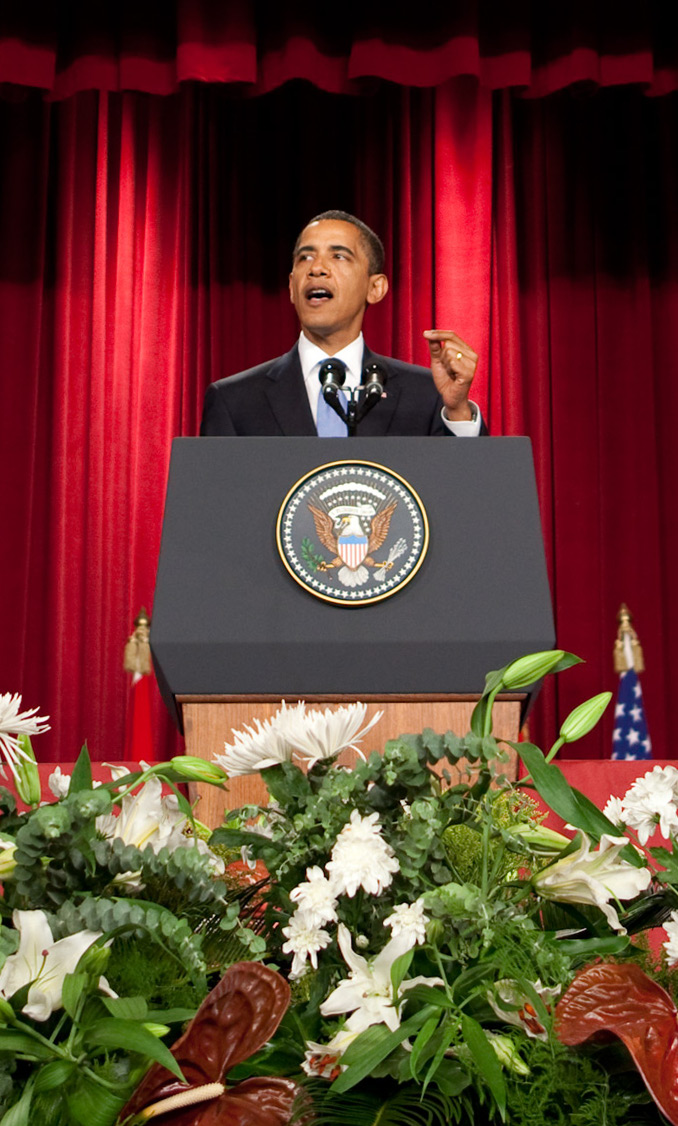
الرئيس الأمريكي باراك أوباما يلقي خطابه في جامعة القاهرة في 4 يونيو 2009.

بداية جديدة (بالإنجليزية: A New Beginning) اسم سُمّيت به خطبة ألقاها الرئيس الأمريكي باراك أوباما في 4 يونيو 2009، في قاعة الاستقبال الكبرى في جامعة القاهرة في الجيزة، وشاركت جامعة الأزهر في الإعداد للحدث. كانت الخطبة وفاءً بوعد من أوباما أثناء حملته الانتخابية بأن يوجه رسالة إلى المسلمين من عاصمة إسلامية في أشهره الرئاسية الأولى.
برّر السكرتير الصحفي للبيت الأبيض روبوت جيبس اختيار مصر بأنها «الدولة التي تمثل قلب العالم العربي من مختلف الجوانب». تعتبر مصر إحدى القوى الأساسية في عملية السلام في الشرق الأوسط كما أنها تتلقى مساعدات اقتصادية وعسكرية أمريكية. ذكرت رويترز أن هدف الخطبة تحسين العلاقة بين أمريكا والعالم الإسلامي التي تشوّهت كثيرًا أثناء فترة رئاسة جورج بوش الابن.

## الخلفية

### التوقعات
في أبريل ومايو 2009، التقى الرئيس الأمريكي باراك أوباما بملك الأردن عبد الله الثاني وبرئيس الوزراء الإسرائيلي بنيامين نتنياهو وبرئيس السلطة الفلسطينية محمود عباس لبحث تفاصيل خطة السلام في الشرق الأوسط. طرحت العديد من الأفكار أثناء هذه اللقاءات الثلاثة، إلا أن تفاصيلًا قليلة فقط نشرت عن خطة أوباما للشرق الأوسط.
بدأ أوباما منذ توليه منصبه دعم إنشاء دولة فلسطينية وأعلن أنه سوف يتفاوض مع إيران. أوضح أيضًا أنه معارضٌ للاستيطان الإسرائيلي وأنه يبحث عن مؤشرات للسلام. في لقاءٍ له مع قناة العربية، قال أوباما: «مهمتي أمام العالم الإسلامي هي توضيح أن الأمريكيين ليسوا أعداءً لكم».

### زيارة لمعلم إسلامي قبيل الخطاب
زار أوباما قبيل إلقاء خطابه مسجد السلطان حسن بالقاهرة ل«يظهر الاحترام للحضارة الإسلامية». ورفض أوباما ارتداء الخف المخصص للسياح واكتفى بالجوارب  وكانت ترافقه وزيرة الخارجية الأمريكية هيلاري كلينتون التي ارتدت الحجاب، وقد قامت فضائيات عربية وعالمية عدة بتغطية تلك الزيارة القصيرة للمسجد.

## الخطبة
دعت خطبة أوباما إلى الفهم المتبادل بين العالم الإسلامي والعالم الغربي قائلا أنه يجب على الطرفين أن يبذلا وسعيهما لمواجهة التطرف العنفي. كان الجزء الأطول في الخطبة هو حديثه عن السلام بين إسرائيل والفلسطينيين. أكد أوباما العلاقة القوية بين أمريكا وإسرائيل واصفًا العلاقة بقوله «لا يمكن قطع الأواصر أبدًا» لكنه وصف أيضًا حال الفلسطينيين بأنه «لا يطاق» ووصف تطلعاتهم لبناء الدول بأنها شرعية تمامًا كشرعية طموح إسرائيل في وطن يهودي.
افتتح أوباما خطبته بتحية الإسلام «السلام عليكم» (وقد نطقها باللغة العربية) وعقِبها الآية القرآنية في سورة الأحزاب «اتَّقُوا اللَّهَ وَقُولُوا قَوْلًا سَدِيدًا». استشهد أوباما أيضًا في موضعَيْن آخرَيْن من خطبته بآيتين أخرى تين إحداهما في سورة الحجرات: «يَا أَيُّهَا النَّاسُ إِنَّا خَلَقْنَاكُمْ مِنْ ذَكَرٍ وَأُنْثَى وَجَعَلْنَاكُمْ شُعُوبًا وَقَبَائِلَ لِتَعَارَفُوا» والأخرى في سورة المائدة: «أَنَّهُ مَنْ قَتَلَ نَفْسًا بِغَيْرِ نَفْسٍ [أَوْ فَسَادٍ فِي الْأَرْضِ] فَكَأَنَّمَا قَتَلَ النَّاسَ جَمِيعًا وَمَنْ أَحْيَاهَا فَكَأَنَّمَا أَحْيَا النَّاسَ جَمِيعًا»؛ واستشهد بآية من إنجيل متى «هنيئًا لصانعي السلام لأنهم أبناء الله يُدعونَ». وقُسّمت خطبة أوباما إلى سبعة أجزاء: التطرف العنفي والصراع الإسرائيلي/الفلسطيني والأسلحة النووية (وأشار فيها إلى إيران) والديمقراطية وحرية المعتقد وحقوق المرأة والتطور الاقتصادي.

## وصلات خارجية
- فيديو رسمي للخطبة مُترجمًا إلى اللغة العربية على يوتيوبعلى قناة البيت الأبيض في يوتيوب.
- النص الإنجليزي الرسمي للخطبة.